# Sellenbüren
Sellenbüren ist ein Ortsteil in der politischen Gemeinde Stallikon des Bezirks Affoltern (älter: Knonauer Amt, mundartlich Söiliamt) im Schweizer Kanton Zürich. Mundartname: Selebü(ü)re.

## Wappen
Blasonierung
In Gold rot bezungter schwarzer Bärenkopf
Die Karte von Jos Murer von 1566 zeigt Sellenbüren mit dem Familienwappen der Freiherren von Sellenbüren.

## Geografie
Sellenbüren liegt im unteren Reppischtal, zwischen der Reppisch und dem westlichen Abhang des Uetlibergs. Oberhalb des Dorfes, auf dem sogenannten „Ofengüpf“, stand einst die Burg Sellenbüren. Mit einer deutlich höheren Anzahl Ansiedlungen ist Sellenbüren wesentlich grösser als die Ortschaft Stallikon.

## Einzelnachweise

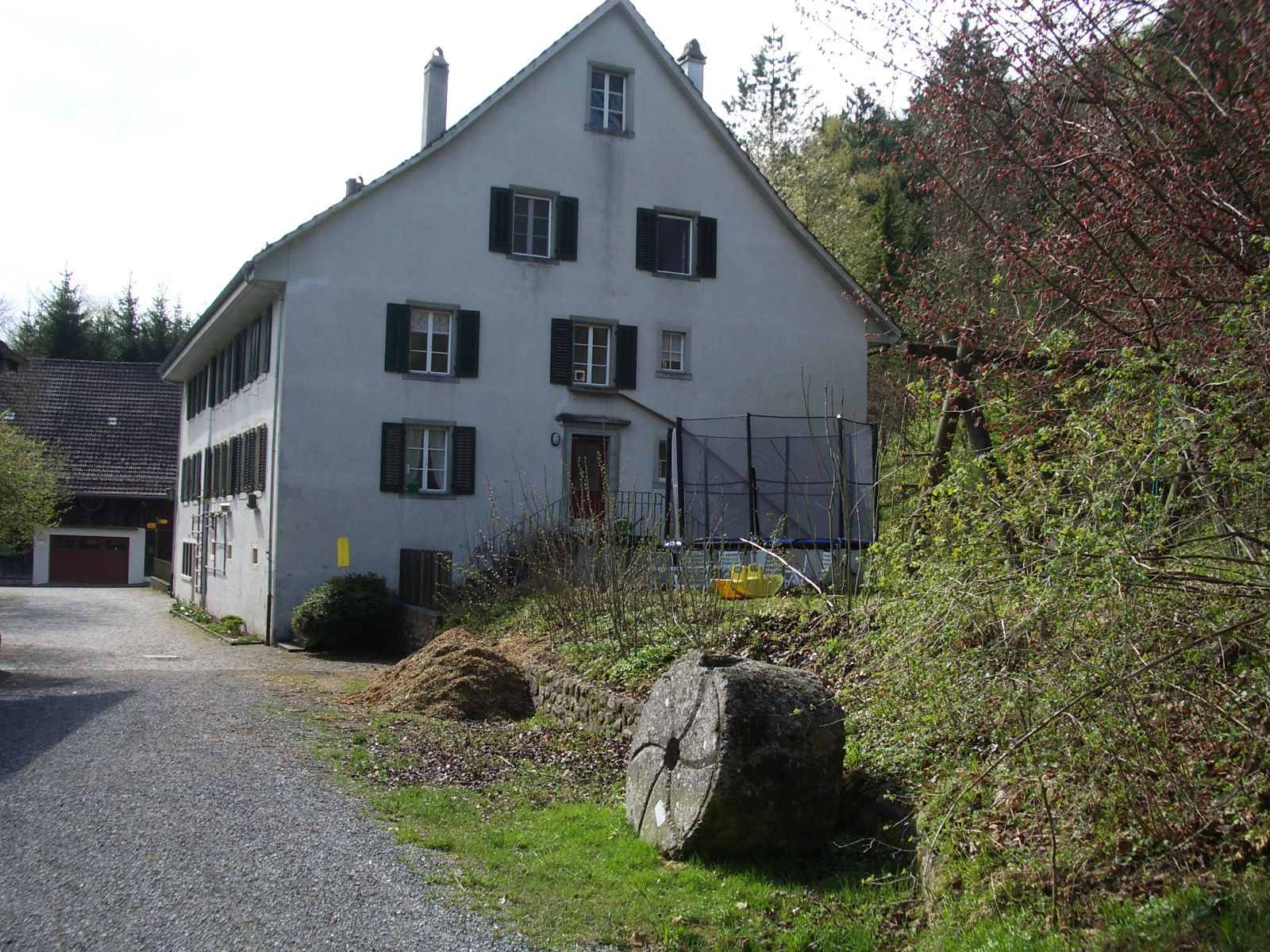
Mühle Sellenbüren 14. Jh.

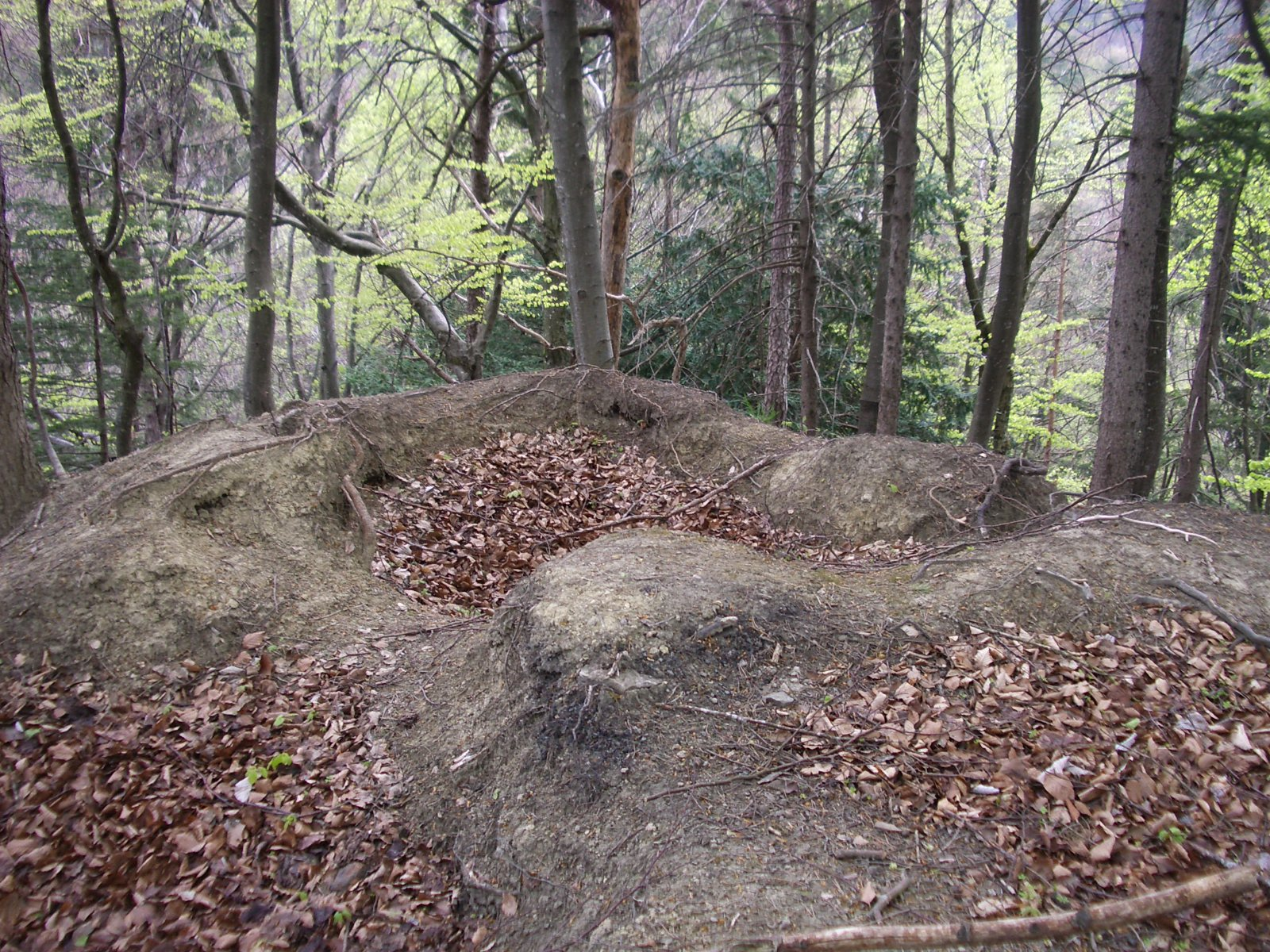
Ofengüpf

Luftbild (1962)